# Новгородов, Андрей Анатольевич
Андрей Анатольевич Новгородов (18 мая 1969, Москва, СССР) — советский и российский футболист, выступал в амплуа защитника и полузащитника.
Воспитанник СДЮШОР «Динамо» Москва. За клуб начал играть с 1986 года — в Кубке Федерации. В чемпионате СССР провёл 4 матча. В 1991—1992 годах играл в московском «Асмарале», в 1993 — в «Торпедо». Следующие четыре сезона отыграл в сочинской «Жемчужине», последний профессиональный клуб — «Шинник» Ярославль (1998—2002).
В 2003—2006 годах работал тренером-селекционером в московском «Торпедо», позже стал футбольным агентом. Играет в любительской футбольной лиге Москвы за команду «Империя».

## Достижения
- Обладатель Кубка России: 1993